# Ricimer
Ricimer (okolo 405? - 18. srpna 472) byl germánský velitel císařských legií několika západořímských císařů, nazývaný tvůrce císařů. Původem pocházel z germánského kmene Svébů. Jeho otec byl Rechila.
Do funkce velitele vojska ho jmenoval císař Avitus, jeho úkolem bylo zabránit zničujícím nájezdům Vandalů ze Severní Afriky. Podařilo se mu odrazit jejich pokus o vylodění na Sicílii a následně je porazil v námořní bitvě u Korsiky. Poté se však obrátil proti svému pánovi a v říjnu roku 456 s pomocí senátorů Avita sesadil. Avitův následník Maiorianus měl s Ricimerem neshody, ten pak využil jeho neúspěšného tažení proti Vandalům a nechal ho zavraždit. V této době měl Ricimer již takový vliv, že na trůn dosadil Libia Severa, který pak jednal jen jako Ricimerova loutka. Po čtyřech letech Severovy vlády však nechal Ricimer odstranit i tohoto císaře a novým panovníkem západořímské říše učinil svého tchána Anthemia. Avšak po katastrofální porážce tažení proti Vandalům byl v roce 472 také zavražděn. Ricimer stihl prosadit nového kandidáta, Olybra, avšak krátce poté zemřel. Jeho pozici jako nejvyšší velitel převzal jeho synovec Gundobad.